# 臧棣
臧棣（1964年—），出生于北京，中国现代诗人。
毕业于北京大学，1997年获得文学博士学位，1999年至2000年在美国加州大学戴维斯校区任访问学者，现任北京大学中文系教授。曾经与西渡合编有《北大诗选》等作品。2022年凭《诗歌植物学》获得第八届鲁迅文学奖诗歌奖。

## 主要作品
- 《燕园纪事》
- 《风吹草动》
- 《新鲜的荆棘》
- 《里尔克诗选》
- 《1998年中国最佳诗歌》
- 《北大诗选》(与西渡合编)